# Kapp
Kapp is een plaats in de Noorse gemeente Østre Toten, provincie Innlandet. Kapp telt 1927 inwoners (2007) en heeft een oppervlakte van 2,11 km².